# Nicolae Casso
Nicolae Casso (n. 19 mai 1839, Ciutulești, Soroca – d. 1904, Paris) a fost un revoluționar român basarabean. S-a născut într-o familie boierească din Basarabia. A fost un aprig naționalist român, care a încercat în 1863 să provoace o răscoală în Basarabia pentru a o scăpa de ocupația rusească. A fost membru al societății literare „Junimea”, prieten cu mai mulți oameni de cultură basarabeni și din Vechiul Regat (printre care și Mihai Eminescu), filantrop, poreclit „filozoful din Chișcăreni” (unde avea o moșie și unde adunase o bibliotecă rară). A fost mareșal al județului Bălți, funcție din care a susținut interesele țăranilor, luptându-se pentru a deschide școli și spitale.

## Biografie
S-a născut la 19 mai 1839, în satul Ciutulești, ținutul Soroca. A studiat la colegiul "Richelieu" din Odessa, apoi și la Paris, acordând prioritate culturii franceze și filozofiei.
Fratele lui mai mare, Constantin Casso, conducătorul spiritual al tineretului basarabean și "doctor în legi", s-a stins din viață la nici 25 de ani împliniți, în 1862. Un alt frate, membru activ al cenaclul literar "Junimea", viitorul tată al ilustrului savant și ministru, Leon Casso, și-a trecut viața mai mult în călătorii și petreceri, cedîndu-și rolul și funcția de conducător al cenaclului tinerilor fruntași basarabeni lui Nicolae și verilor săi, Pavel și Petre Leonardi.
Nicolae Casso, numit și "filozoful din Chișcăreni", a ales să se stabilească în satul Chișcăreni, județul Bălți, într-un palat impunător. După cum susținea E.S. Kenigschatz (prieten al familiei Casso), castelul de la Chișcăreni a fost construit în baza unui plan elaborat de vestitul arhitect A. Bernardazzi. În memoriile sale, Olga Crușevan sublinia că "Nicolae Casso și-a clădit conacul după modelul Chateaux sur Loire". Acesta reprezenta un fel de muzeu, în care erau concentrate obiecte de cultură, autentice și prețioase, aparținînd curentelor artistice cuprinse între Renaștere și Empire. Una dintre minunile conacului o reprezenta parcul din fața acestuia. S.V. Kamenski, care vizita cu regularitate conacul, menționa că "minunatul palat" avea un parc și o livadă de 56 desetine. La conac se vorbea doar românește, motiv pentru care guvernatorul țarist al Basarabiei a plecat de acolo deranjat.
Nicolae Casso a fost și proprietarul a circa 12.000 hectare de pământ: la Chișcăreni, Hîjdieni, Terebna, Pravila de Jos. Documentele de epocă confirma că averile i-au fost lăsate moștenire de tatăl lui: moșia Chișcăreni și 9.000 desetine de pământ, înregistrate într-un act de ipotecă din 21 martie 1803 (în act menționîndu-se 9.351 desetine). Tot în posesia lui se aflau și moșiile de la Boldurești (2.600 desetine) și Brătuleni (3.600 desetine) – aduse drept zestre de soția sa, Smaranda. Smaranda D. Casso se trăgea, pe linie paternă, din vechile familii moldovenești Cantemir și Basota, iar mama ei, Anastasia (n. 1824), era sora lui Vasile V. Pogor, întemeietorul societății literare "Junimea" de la Iași.
A deținut pe parcursul vieții și unele funcții publice: a fost asesor la tribunalul regional Iași (Bălți)-Soroca, în cadrul căruia a activat în 1860-1863; director onorific al școlii nr. 2 din Chișinău (1862); deputat în Comisia pentru orînduirea prestațiilor în Oblastia Basarabiei (1863-1865). (La 17.IX.1865, Costache Negruzzi îi scria lui Alexandru Greoriady-Bonachi că guvernul rus i-a interzis să instaleze la Chișinău tipografia adusă de la Paris, donată de acesta societății). La 4 octombrie 1869, a fost ales judecător onorofic de ocol; la 28 octombrie 1869 – președinte al Congresului judecătorilor de ocol din ținutul Bălți. A dominat viața publică de aici, aflîndu-se în fruntea nobilimii bălțene din 1888 pînă la 1896. O bună perioadă de timp a condus fracțiunea locală a Partidului Național Moldovenesc.
Admirator frecvent al medicinii, a construit spitale în Bălți și la Flămînzeni, înzestrîndu-le în stilul sanatoriilor moderne din Apus.
A prețuit și respectat munca țăranilor; multora dintre aceștia le-a purtat de grijă "ca un adevărat părinte". În fiecare an, cu ocazia sărbătorilor de Crăciun și de Paști, trimitea familiilor sărace colete cu merinde cultivate pe moșiile sale sau fabricate din acestea. Țăranii, la rîndul lor, veneau "la curte să hiritisească pe conu Neculae și pe coana Smaranda" cu prilejul sfintelor sărbători. P. Fala și C. Crupoviatchin menționează că "coana Smaranda" s-a ocupat toată viața ei de îngrijirea și tratarea copiilor de țărani și că boierii Casso erau respectați de tăranii ce munceau pe moșiile lor.
În satul în care a ales să se stabilească, Chișcăreni, a construit o școală profesională, în care se preda în limba română, și pe care a orientat-o spre idealurile educaționale lansate de J.J. Rousseau. L-a adus în sat pe profesorul Butovici, oferindu-i sprijin generos. La școala lui Casso și-au făcut studiile aproximativ 100 de copii, unii dintre ei continuându-și-le la instituții superioare din străinătate.
(Accibas și Drochianu din satul Bogheni, ținutul Bălți; Sergiu Rădăuțanu (bunicul viitorului fizician Sergiu Rădăuțanu), din comuna Flămînzeni, ținutul Bălți, sculptorul Landovcki și pictorul Roșcovanu, Varvara Badima, mama celebrului medic Derevenco, Eufrosinia Balac (Rădăuțanu), fiica preotului Ion Balac din satul Chișcăreni). Apreciind cu multă încredere talentul lui Sergiu Rădăuțanu și manifestînd simpatie față de el, i-a dăruit 500 desetine de pămînt (fapt pe care îl confirmă și o scrisoare adresată acestuia la 23.XII.1893), asigurându-i și studiile liceale din Iași, și pe cele de la facultatea de drept din Paris. A sprijinit și promovat oamenii de cultură: pe vestitul lăutar Jean Gulescu care, împreuna cu celebrul scripcar Pădureanu, a cîntat de nenumărate ori în saloanele mondene ale Sankt Petersburg-ului, în fața marilor duci și înalților demnitari ruși.
A reparat, pe cheltuiala sa, vechea biserică de lemn din satul Chișcăreni, construită mult înainte de 1812, păstrând caracterul și stilul acesteia. A insistat să păstreze elementele de arhitectură moldovenească și nu a permis ca vechiul lăcaș de cult să fie înlocuit cu unul din piatră, construit în stil rusesc.
Peste ani, neputînd îndura discriminările administrației țariste, crescînd tendința de rusificare și nejustificata desființare a instituției judecătorilor de ocol, s-a retras la castelul de la Chișcăreni, unde, deseori ieșea, chiar și pe timp de vară, îmbrăcat într-o șubă din piei de lup și privea cu nesaț, de pe o movilă ridicată de țărani, spre malurile de dincolo de Prut. Spre sfîrșitul vieții, intrând tot mai des în conflict cu autoritățile țariste, a părăsit Basarabia și s-a stabilit la Paris. A murit în anul 1904 și a fost înmormîntat la cimitirul "Père Lachaise".
După moartea lui, Smaranda D. Casso a revenit la Chișcăreni, unde a trăit apăsată de multă durere. A murit subit, la 23 martie 1913 la Cairo, în timpul unei călătorii prin Egipt. Rămășițele ei pămîntești au fost transportate (de către Zinaida S. Kiradanian) la Paris și înhumate alături de cele ale lui soțului ei.
În memoria sa, la Chișcăreni i-a fost dezvelit un bust, iar liceul din sat îi poartă numele. Bustul a fost realizat de sculptorul ploieștean George Dumitru, la inițiativa președintelui CJ Prahova de atunci, Mircea Cosma.